# O Estado do Paraná
O Estado do Paraná foi um jornal de circulação estadual diária sediado em Curitiba, capital do estado brasileiro do Paraná.
Fez parte do conglomerado de comunicações do Grupo Paulo Pimentel (GPP) e a partir do início da década de 2010 seus direitos pertencem ao Grupo Paranaense de Comunicação-GRPCOM.

## História
O periódico foi fundado em 1951 pelos sócios Fernando Afonso Alves de Camargo e Aristides Merhy e com a manchete de capa: "Demite-se o Gabinete de Gaspari", do dia 17 de julho de 1951, foi lançado o primeiro número do jornal em sua redação localizada no centro da capital paranaense, mais precisamente, na Rua Barão do Rio Branco. Ao completar 59 anos, no dia 17 de julho de 2010, "O Estado do Paraná" possuía 17.928 edições ininterruptas.
No início do ano de 2011 o jornal deixou de circular, na forma de periódico impresso, veiculando suas notícias somente no portal de notícias, na internet, a exemplo do que fizera o Jornal do Brasil do Rio de Janeiro.. A última edição chegou as bancas no domingo, dia 6 de fevereiro de 2011.
O Grupo Paranaense de Comunicação, dona do Jornal Gazeta do Povo e da RPC TV, anunciou no dia 9 de dezembro de 2011 a compra dos empreendimentos que pertenciam ao ex-governador Paulo Pimentel; os portais Paraná-Online e o O Estado do Paraná e o jornal Tribuna do Paraná.

## Prêmios
- 2001: ganhou o Prêmio ExxonMobil de Jornalismo (Esso) Regional Sul, concedido a Mauro König, pela reportagem "Mãos às Armas, Meninos"[8]